# Lista över avsnitt av Indiana Jones äventyr
Detta är en lista över avsnitt ur serien Indiana Jones äventyr. Även om 44 avsnitt producerades av Paramount Pictures och Lucasfilm, visades de flesta inte under seriens ursprungliga visning 1992-1993 på ABC. 1996 kombinerades en del av de återstående avsnitten och visades som fyra två-delade TV-filmer i USA. Senare samma år redigerades seriens samtliga avsnitt om till 22 långfilmslånga filmer. En del av filmerna släpptes på VHS 1999, medan de resterande avsnitten visades på Fox Family Channel 2001. Alla filmerna har släppts på DVD i USA under 2007 och 2008.

## Översikt
| Serie | Serie     | Avsnitt          | Avsnitt          | Originalvisning       | Originalvisning      |
| Serie | Serie     | Avsnitt          | Avsnitt          | Första sändningsdatum | Sista sändningsdatum |
| ----- | --------- | ---------------- | ---------------- | --------------------- | -------------------- |
|       | 1         | 6                | 6                | 4 mars 1992           | 8 april 1992         |
|       | 2         | 18 + 4 sändes ej | 18 + 4 sändes ej | 21 september 1992     | 24 juli 1993         |
|       | TV–filmer | 4                | 4                | 15 oktober 1994       | 16 juni 1996         |

## Avsnitt

### Säsong 1 (1992)
| Nr i serien | Nr i säsongen | Titel                                           | Regissör                   | Manus                               | Originalvisning | Tittarsiffror (miljoner) |
| ----------- | ------------- | ----------------------------------------------- | -------------------------- | ----------------------------------- | --------------- | ------------------------ |
| 1           | 1             | Young Indiana Jones and the Curse of the Jackal | Jim O'Brien & Carl Schultz | Jonathan Hales & George Lucas       | 4 mars 1992     | 26.7                     |
| 2           | 2             | "London, May 1916"                              | Carl Schultz               | Rosemary Anne Sisson & George Lucas | 11 mars 1992    | 18.9                     |
| 3           | 3             | "British East Africa, September 1909"           | Carl Schultz               | Matthew Jacobs & George Lucas       | 18 mars 1992    | 19.0                     |
| 4           | 4             | "Verdun, September 1916"                        | Rene Manzor                | Jonathan Hensleigh & George Lucas   | 25 mars 1992    | 16.5                     |
| 5           | 5             | "German East Africa, December 1916"             | Simon Wincer               | Frank Darabont & George Lucas       | 1 april 1992    | 17.9                     |
| 6           | 6             | "Congo, January 1917"                           | Simon Wincer               | Frank Darabont & George Lucas       | 8 april 1992    | 15.2                     |

### Säsong 2 (1992–93)
| Nr i serien | Nr i säsongen | Titel                                             | Regissör          | Manus                               | Originalvisning   | Tittarsiffror (miljoner) |
| ----------- | ------------- | ------------------------------------------------- | ----------------- | ----------------------------------- | ----------------- | ------------------------ |
| 7           | 1             | "Austria, 1917"                                   | Vic Armstrong     | Frank Darabont & George Lucas       | 21 september 1992 | 11.2                     |
| 8           | 2             | "Somme, Early August 1916"                        | Simon Wincer      | Jonathan Hensleigh & George Lucas   | 28 september 1992 | 10.5                     |
| 9           | 3             | "Germany, Mid-August 1916"                        | Simon Wincer      | Jonathan Hensleigh & George Lucas   | 5 oktober 1992    | 11.4                     |
| 10          | 4             | "Barcelona, May 1917"                             | Terry Jones       | Gavin Scott & George Lucas          | 12 oktober 1992   | 8.6                      |
| 11          | 5             | Young Indiana Jones and the Mystery of the Blues  | Carl Schultz      | Jule Selbo & George Lucas           | 13 mars 1993      | 18.2                     |
| 12          | 6             | "Princeton, February 1916"                        | Joe Johnston      | Matthew Jacobs                      | 20 mars 1993      | 10.1                     |
| 13          | 7             | "Petrograd, July 1917"                            | Simon Wincer      | Gavin Scott & George Lucas          | 27 mars 1993      | 7.2                      |
| 14          | 8             | Young Indiana Jones and the Scandal of 1920       | Syd Macartney     | Jonathan Hales                      | 3 april 1993      | 9.5                      |
| 15          | 9             | "Vienna, November 1908"                           | Bille August      | Matthew Jacobs & George Lucas       | 10 april 1993     | 6.9                      |
| 16          | 10            | "Northern Italy, June 1918"                       | Bille August      | Jonathan Hales                      | 17 april 1993     | 7.0                      |
| 17          | 11            | Young Indiana Jones and the Phantom Train of Doom | Peter MacDonald   | Frank Darabont & George Lucas       | 5 juni 1993       | 7.3                      |
| 18          | 12            | "Ireland, April 1916"                             | Gillies MacKinnon | Jonathan Hales                      | 12 juni 1993      | 5.3                      |
| 19          | 13            | "Paris, September 1908"                           | René Manzor       | Reg Gadney & George Lucas           | 19 juni 1993      | 5.7                      |
| 20          | 14            | "Peking, March 1910"                              | Gavin Millar      | Rosemary Anne Sisson & George Lucas | 26 juni 1993      | 5.6                      |
| 21          | 15            | "Benares, January 1910"                           | Deepa Mehta       | Jonathan Hensleigh & George Lucas   | 3 juli 1993       | 5.4                      |
| 22          | 16            | "Paris, October 1916"                             | Nicolas Roeg      | Carrie Fisher & George Lucas        | 10 juli 1993      | 4.0                      |
| 23          | 17            | "Istanbul, September 1918"                        | Mike Newell       | Rosemary Anne Sisson                | 17 juli 1993      | 4.5                      |
| 24          | 18            | "Paris, May 1919"                                 | David Hare        | Jonathan Hales                      | 24 juli 1993      | 4.6                      |
| 25          | 19            | "Florence, May 1908"                              | Mike Newell       | Jule Selbo & George Lucas           | Sändes ej         | N/A                      |
| 26          | 20            | "Prague, August 1917"                             | Robert Young      | Gavin Scott                         | Sändes ej         | N/A                      |
| 27          | 21            | "Palestine, October 1917"                         | Simon Wincer      | Frank Darabont                      | Sändes ej         | N/A                      |
| 28          | 22            | "Transylvania, January 1918"                      | Dick Maas         | Jonathan Hensleigh                  | Sändes ej         | N/A                      |

### TV–filmer (1994–96)
| Nr | Titel                                                     | Regissör                      | Manus                                            | Originalvisning |
| -- | --------------------------------------------------------- | ----------------------------- | ------------------------------------------------ | --------------- |
| 1  | Young Indiana Jones and the Hollywood Follies             | Michael Schultz               | Jonathan Hales & Matthew Jacobs                  | 15 oktober 1994 |
| 2  | Young Indiana Jones and the Treasure of the Peacock's Eye | Carl Schultz                  | Jule Selbo                                       | 15 januari 1995 |
| 3  | Young Indiana Jones and the Attack of the Hawkmen         | Ben Burtt                     | Matthew Jacobs, Rosemary Anne Sisson & Ben Burtt | 8 oktober 1995  |
| 4  | Young Indiana Jones: Travels with Father                  | Michael Schultz & Deepa Mehta | Frank Darabont, Matthew Jacobs & Jonathan Hales  | 16 juni 1996    |

## Filmversioner
1996 anlitade George Lucas T.M. Christopher för att hjälpa till att redigera om den kompletta serien till tjugotvå långfilmslånga avsnitt, benämnda kapitel. Serien döptes även om till The Adventures of Young Indiana Jones. Varje kapitel bestod av två tidigare avsnitt ur tv-serien, och kapitlen sorterades i kronologisk ordning. I denna version var den 90-årige Indiana Jones helt bortredigerad.
- Avsnitt 1: My First Adventure (1908)[13]
- Avsnitt 2: Passion For Life (1908)[13]
- Avsnitt 3: Perils of Cupid (1908)[13]
- Avsnitt 4: Travels with Father (1910)[13]
- Avsnitt 5: Journey of Radiance (1910)[13]
- Avsnitt 6: Spring Break Adventure (1916)[14]
- Avsnitt 7: Love's Sweet Song (1916)[14]
- Avsnitt 8: Trenches of Hell (1916)[14]
- Avsnitt 9: Demons of Deception (1916)[13]
- Avsnitt 10: Phantom Train of Doom (1916)[13]
- Avsnitt 11: Oganga: The Giver and Taker of Life (1916-1917)[13]
- Avsnitt 12: Attack of the Hawkmen (1917)[13]
- Avsnitt 13: Adventures in the Secret Service (1917)[14]
- Avsnitt 14: Espionage Escapades (1917)[13]
- Avsnitt 15: Daredevils of the Desert (1917)[14]
- Avsnitt 16: Tales of Innocence (1917)[15]
- Avsnitt 17: Mask of Evil (1918)[16]
- Avsnitt 18: Treasure of the Peacock's Eye (1918-1919)[15]
- Avsnitt 19: The Winds of Change (1919)[15]
- Avsnitt 20: Mystery of the Blues (1920)[15]
- Avsnitt 21: Scandal of 1920' (1920)[15]
- Avsnitt 22: Hollywood Follies (1920)[15]

1999 släpptes endast kapitel 6, 8, 10, 11, 12, 13, 15, 16, 17, 18, 20, och 22 på VHS av Indiana Jones kompletta äventyr tillsammans med nyutgåvan av filmtrilogin (som fick kapitelnumren 23-25).